# Hope Springs (film 2003)
Hope Springs è un film del 2003 del regista Mark Herman. È tratto dalla novella di Charles Webb "Volare via" (New Cardiff).

## Trama
Colin Ware è un pittore inglese che, scosso dal tradimento della compagna Vera, abbandona il suo Paese per trasferirsi negli Stati Uniti. Si stabilisce nella tranquilla cittadina di Hope Springs, spinto anche dal nome rassicurante della stessa, dove prende alloggio nella pensione gestita dalla signora Peterson. Colin inizia una relazione con la giovane Mandy, una ragazza del posto molto vivace che riesce a fargli dimenticare lo stato d'animo cupo di quando è arrivato. Grazie a Mandy, Colin conosce meglio Hope Springs e si dedica alla realizzazione di ritratti agli abitanti del posto per una mostra. Proprio quando sembra aver ritrovato la felicità, Colin è infastidito dall'arrivo di Vera che farà di tutto per convincerlo a tornare in Inghilterra.